# لا کراس (ویسکانسین)
لا کراس، ویسکانسین  (به انگلیسی: La Crosse) شهری در شهرستان لا کراس ایالت ویسکانسین است که در سال ۱۸۵۶ بنیان‌گذاری شده‌است. این شهر طبق سرشماری سال ۲۰۱۰ میلادی ۵۱٬۳۲۰ نفر جمعیت داشته‌است.

## نگارخانه

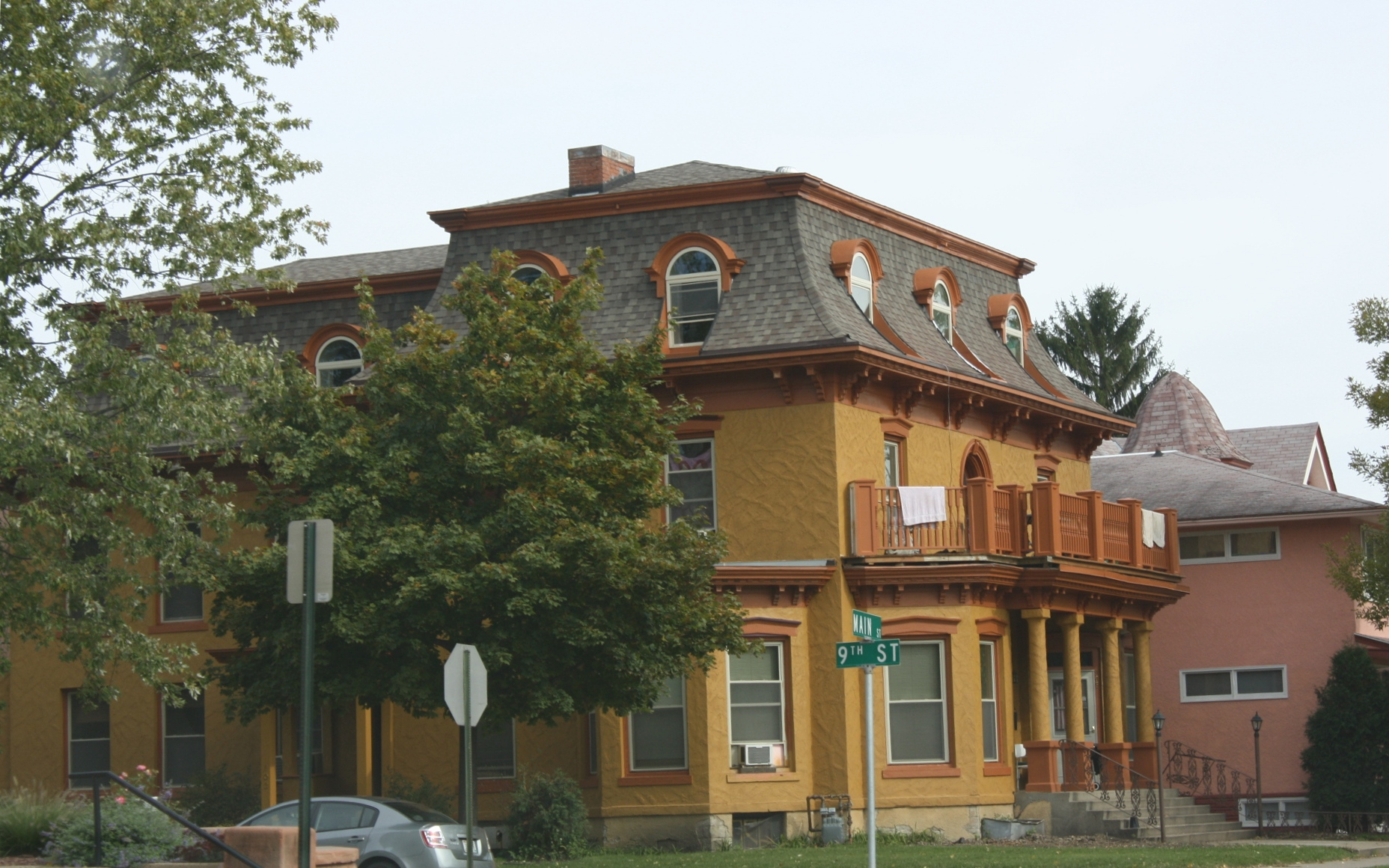
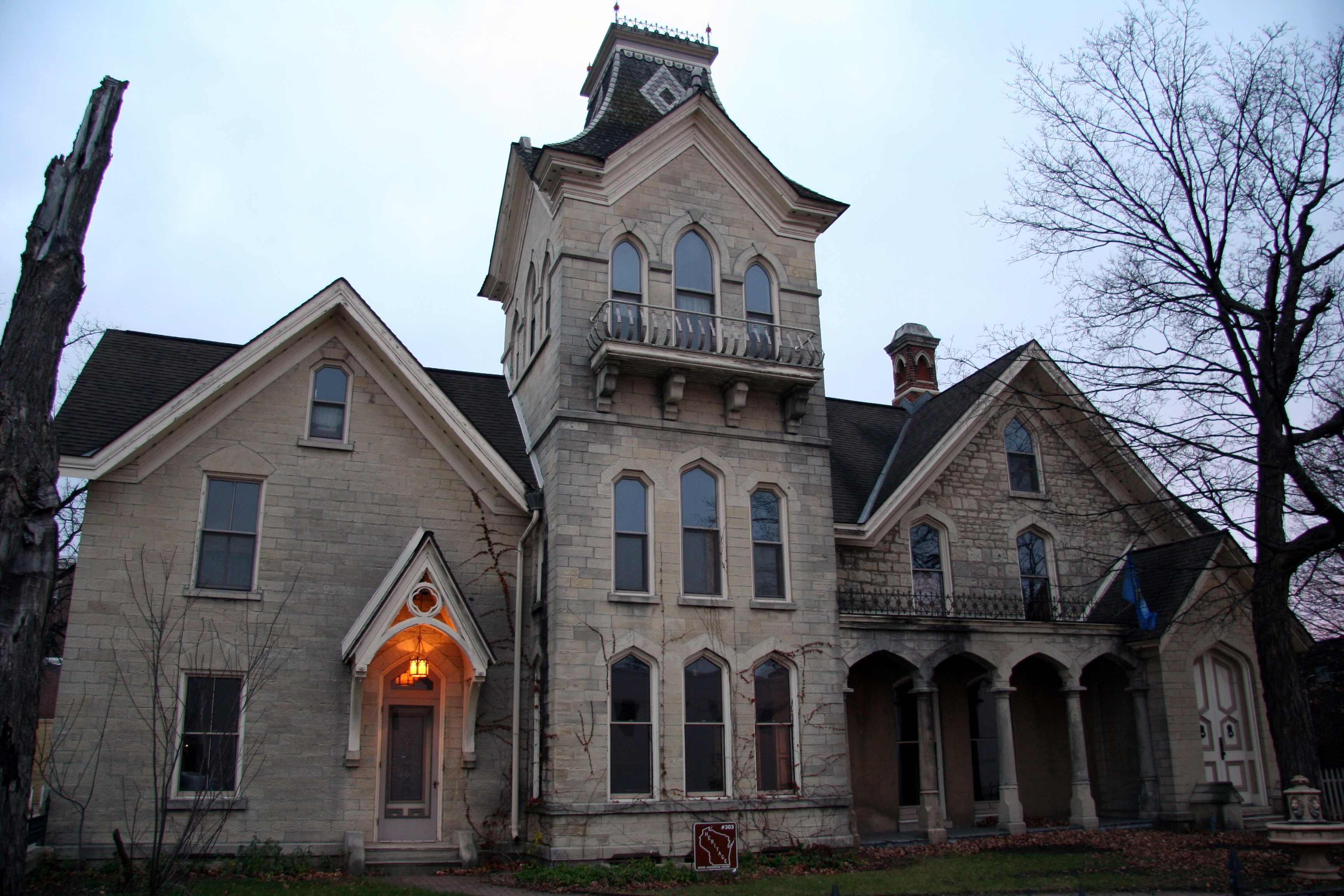
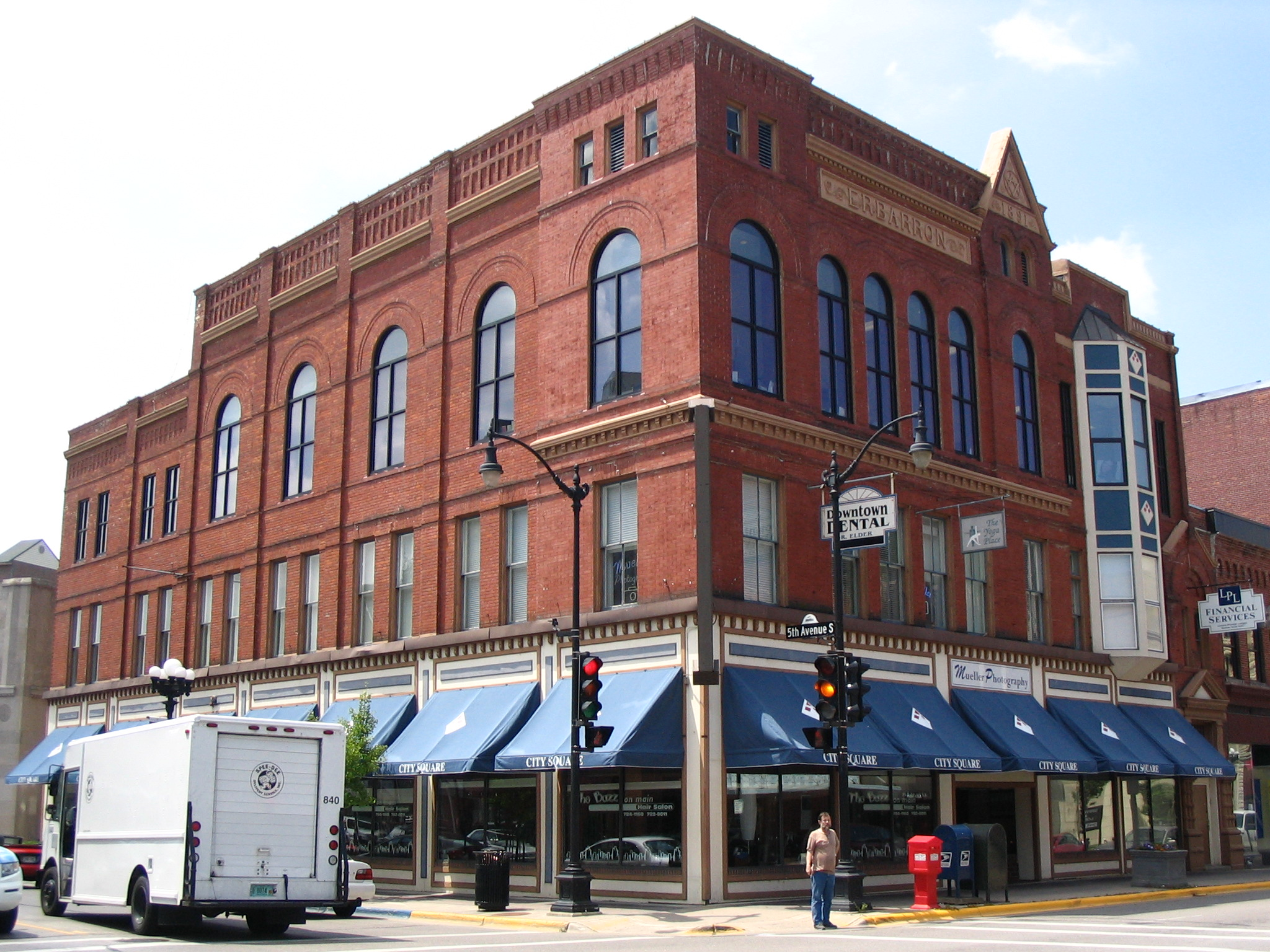
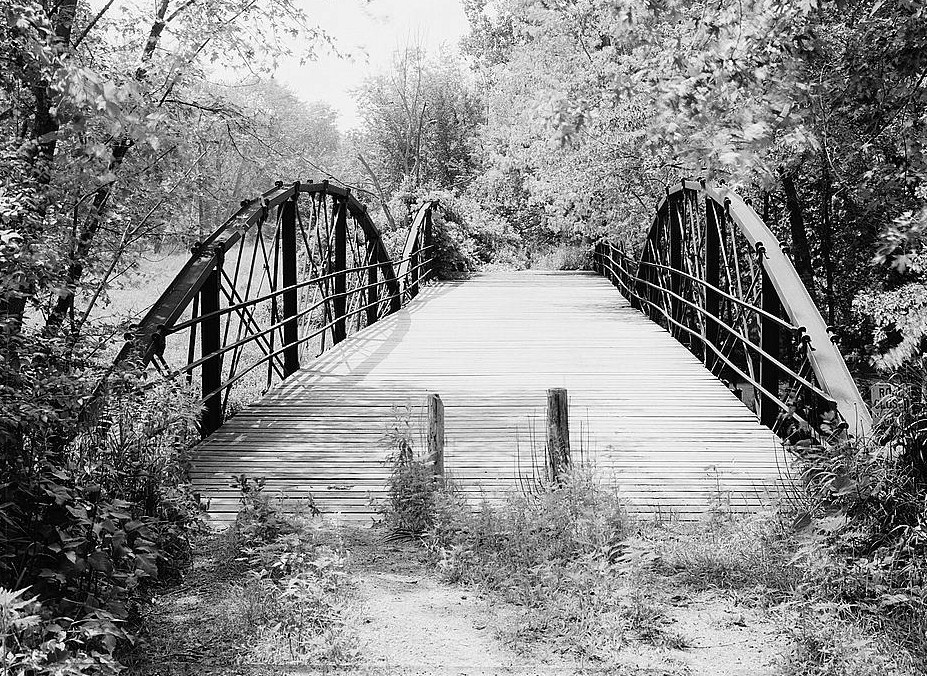
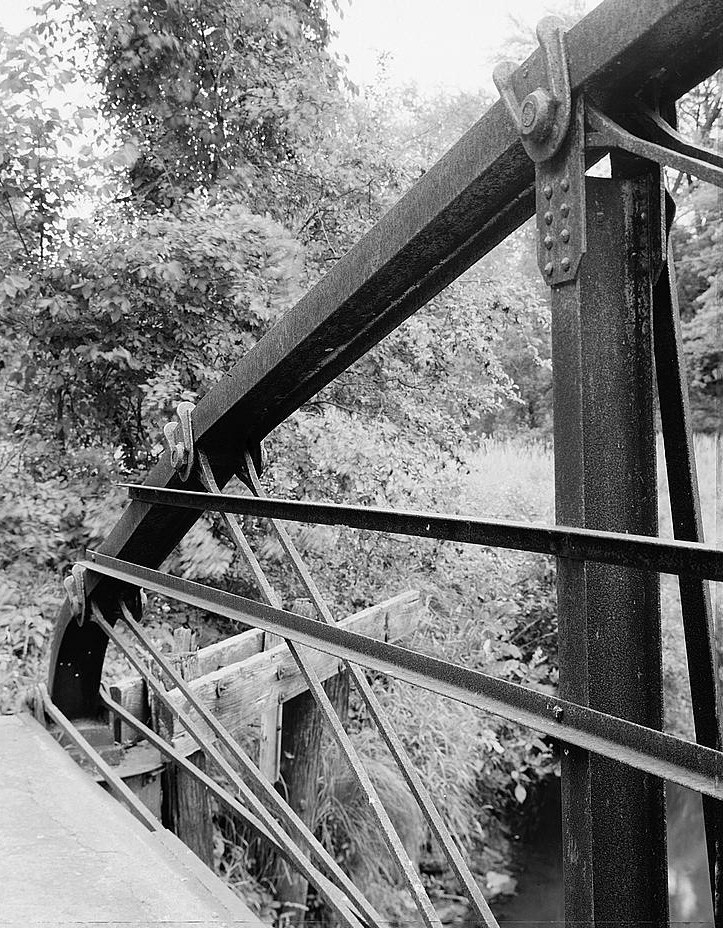
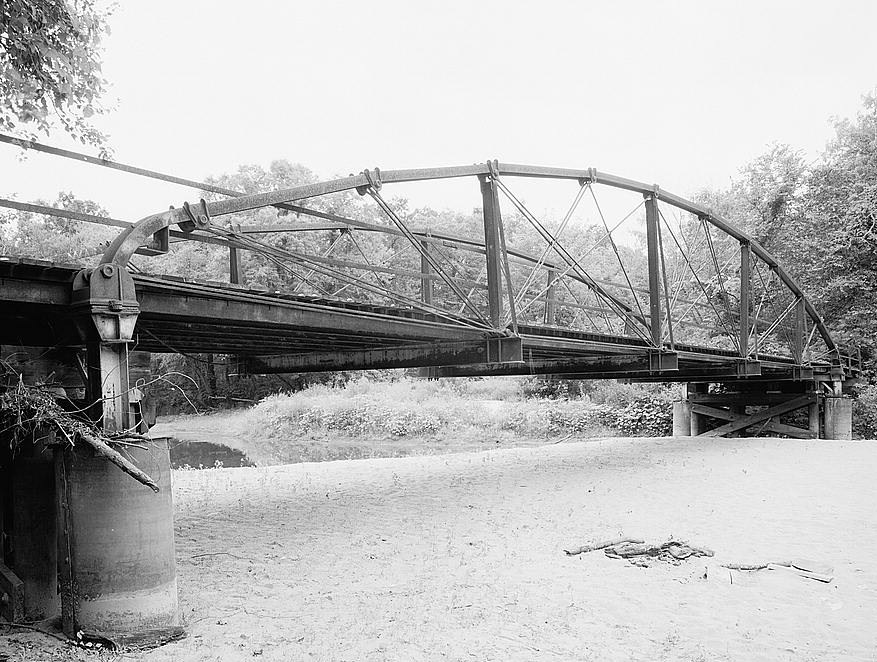
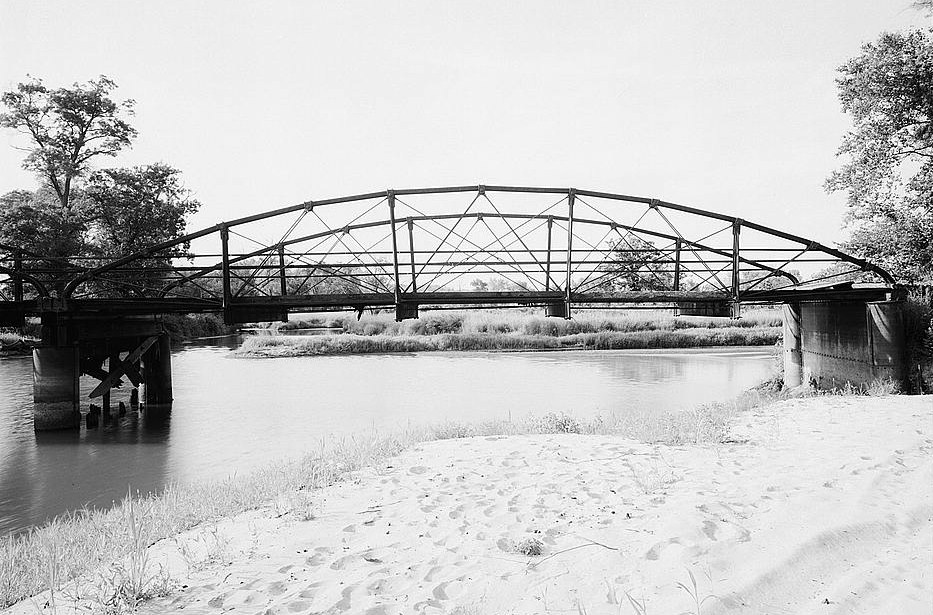
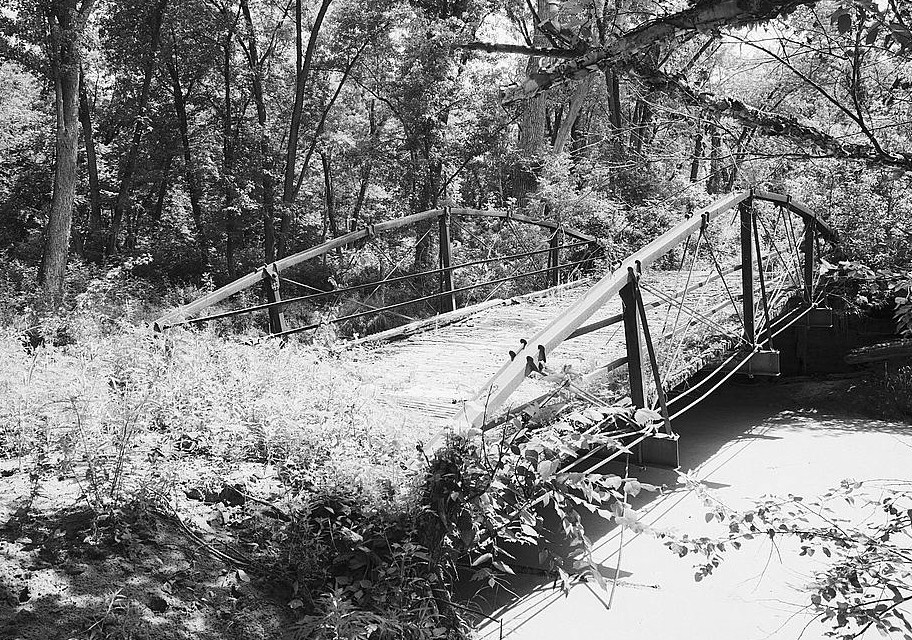
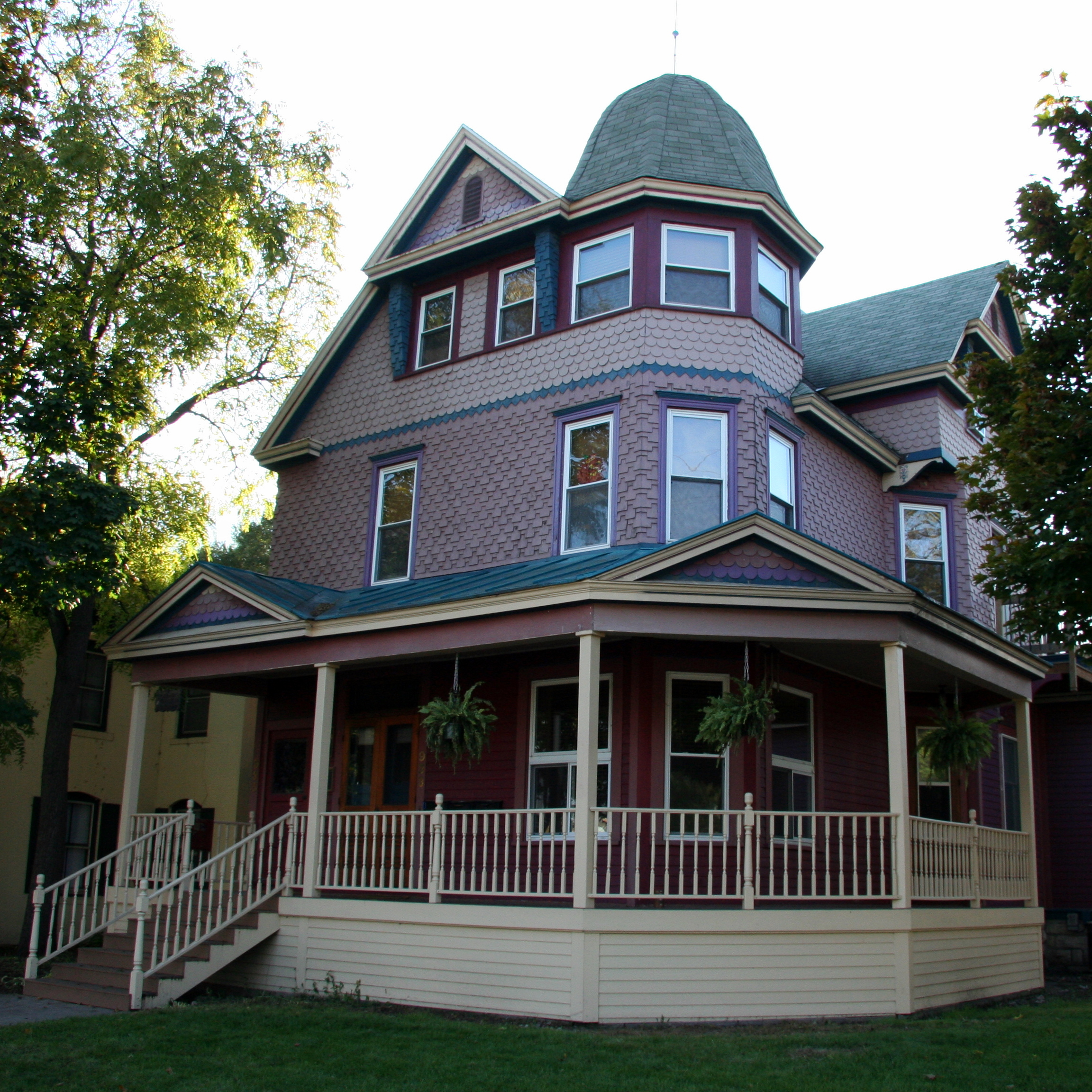
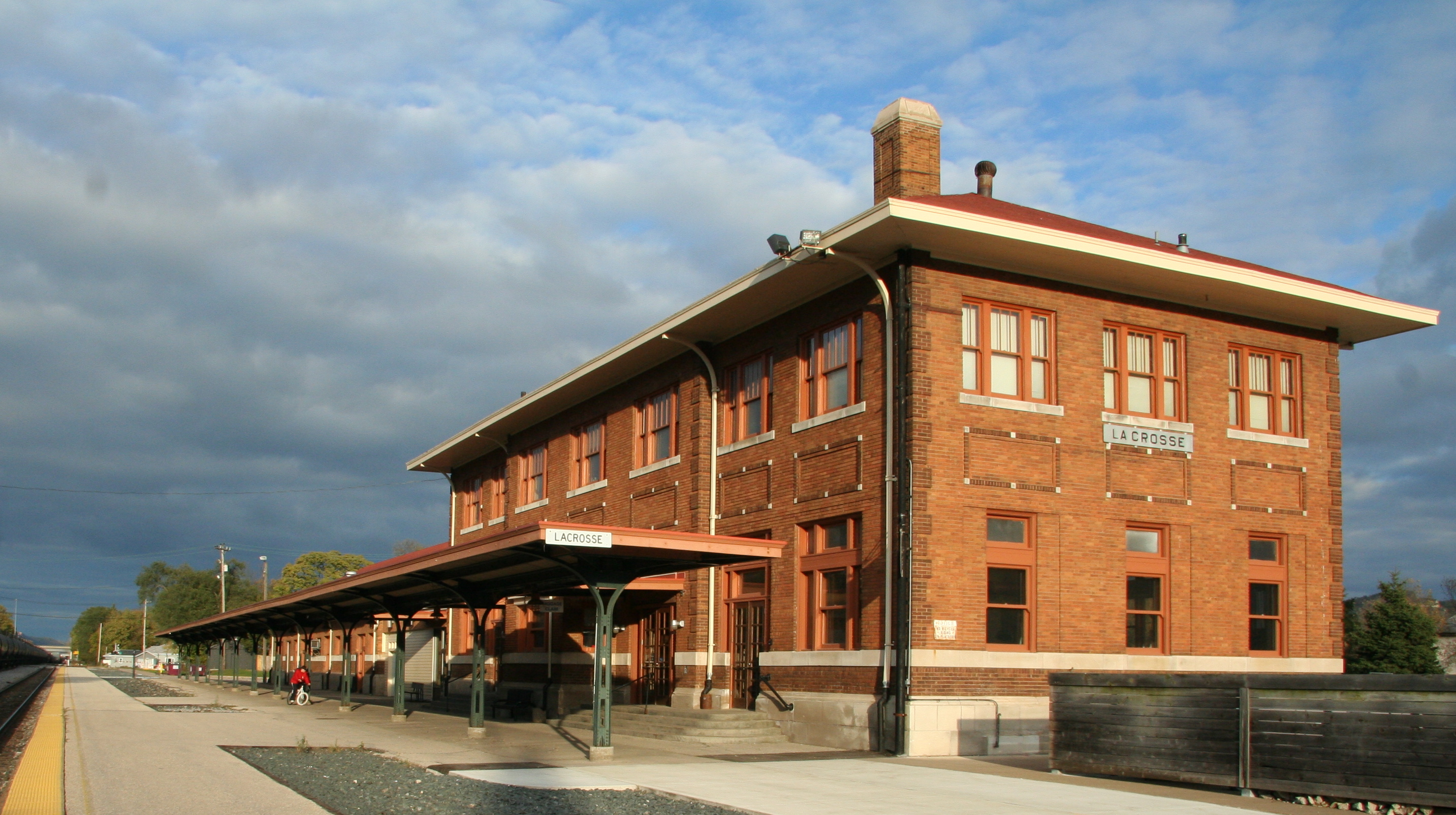
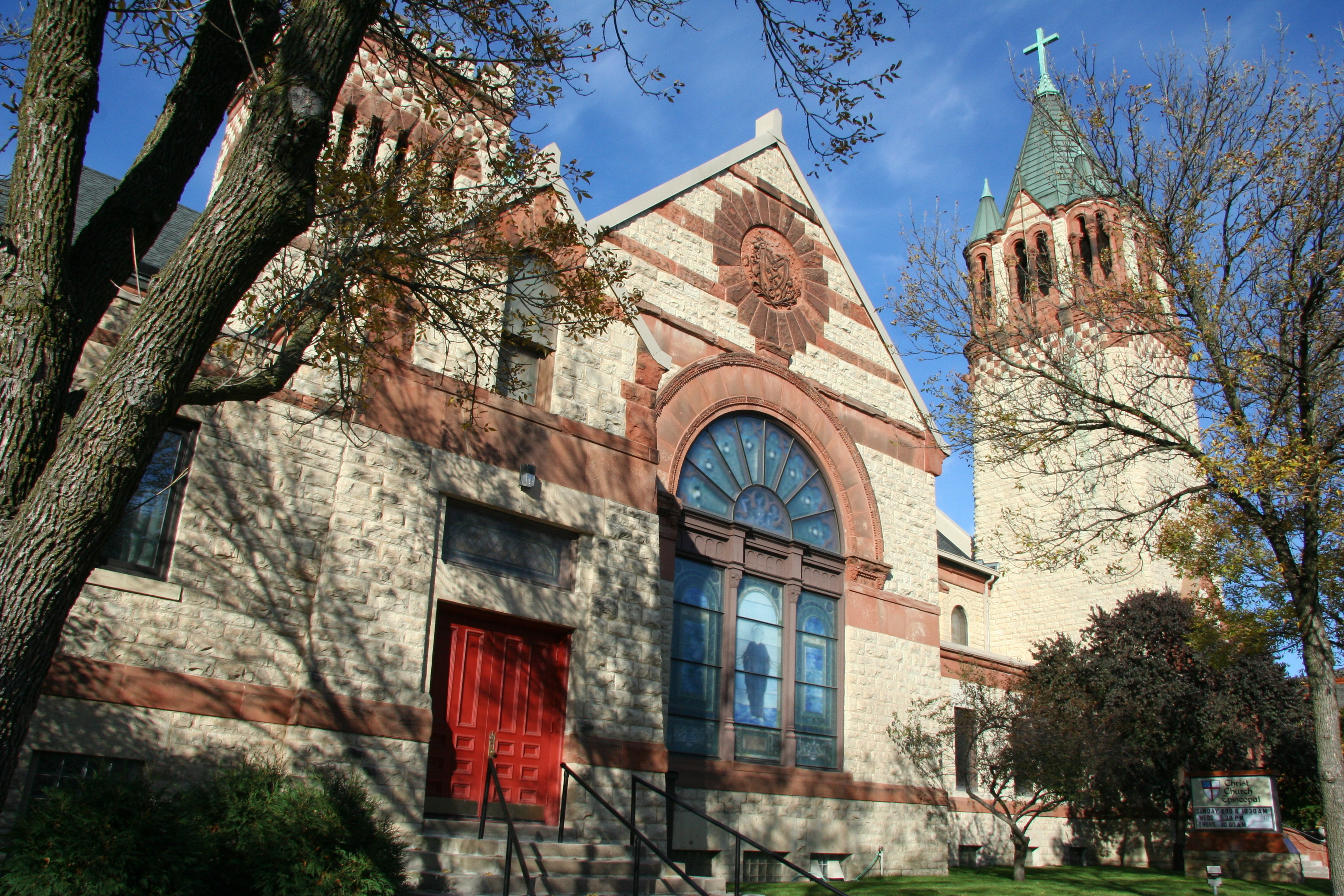
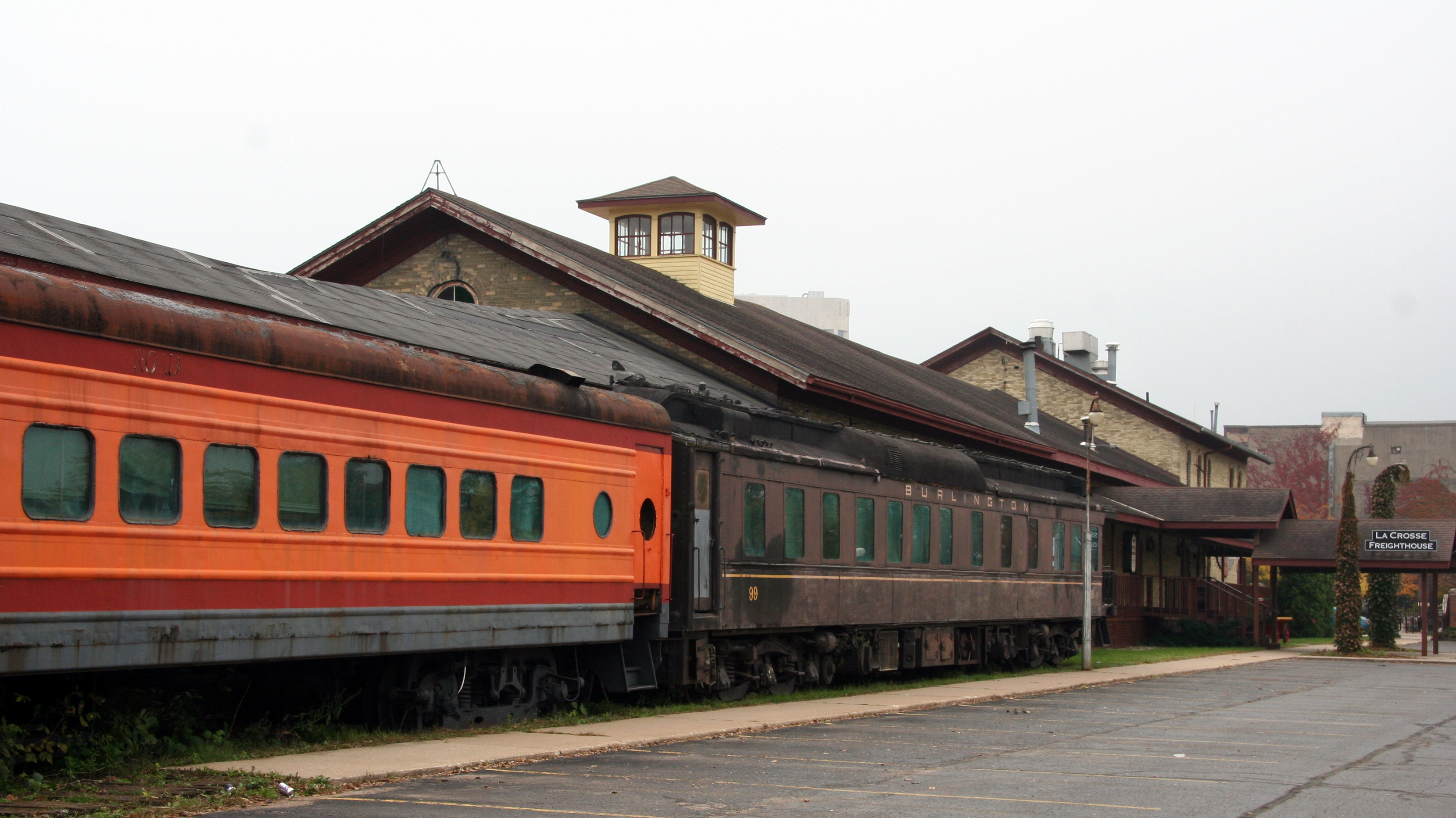
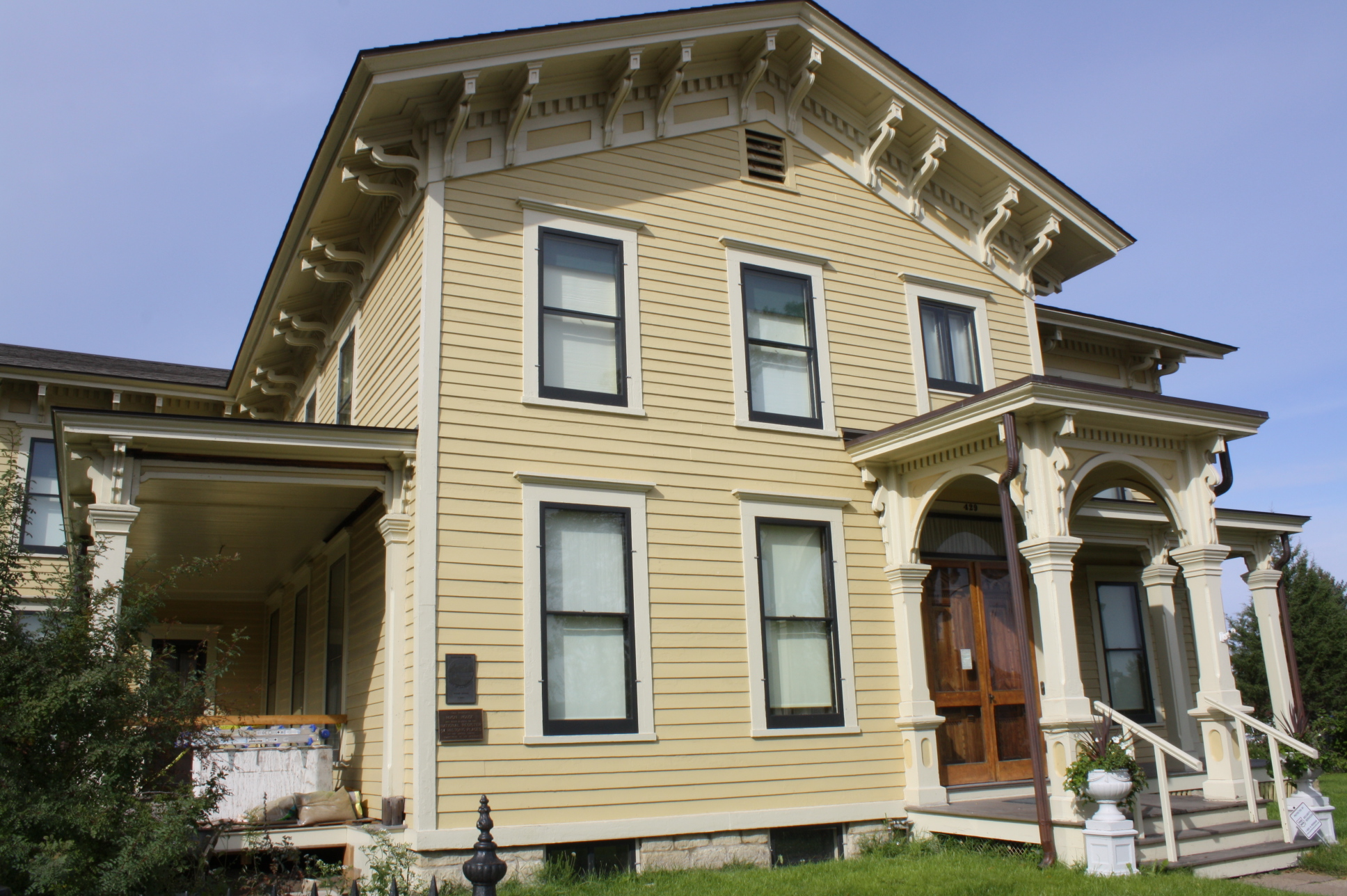
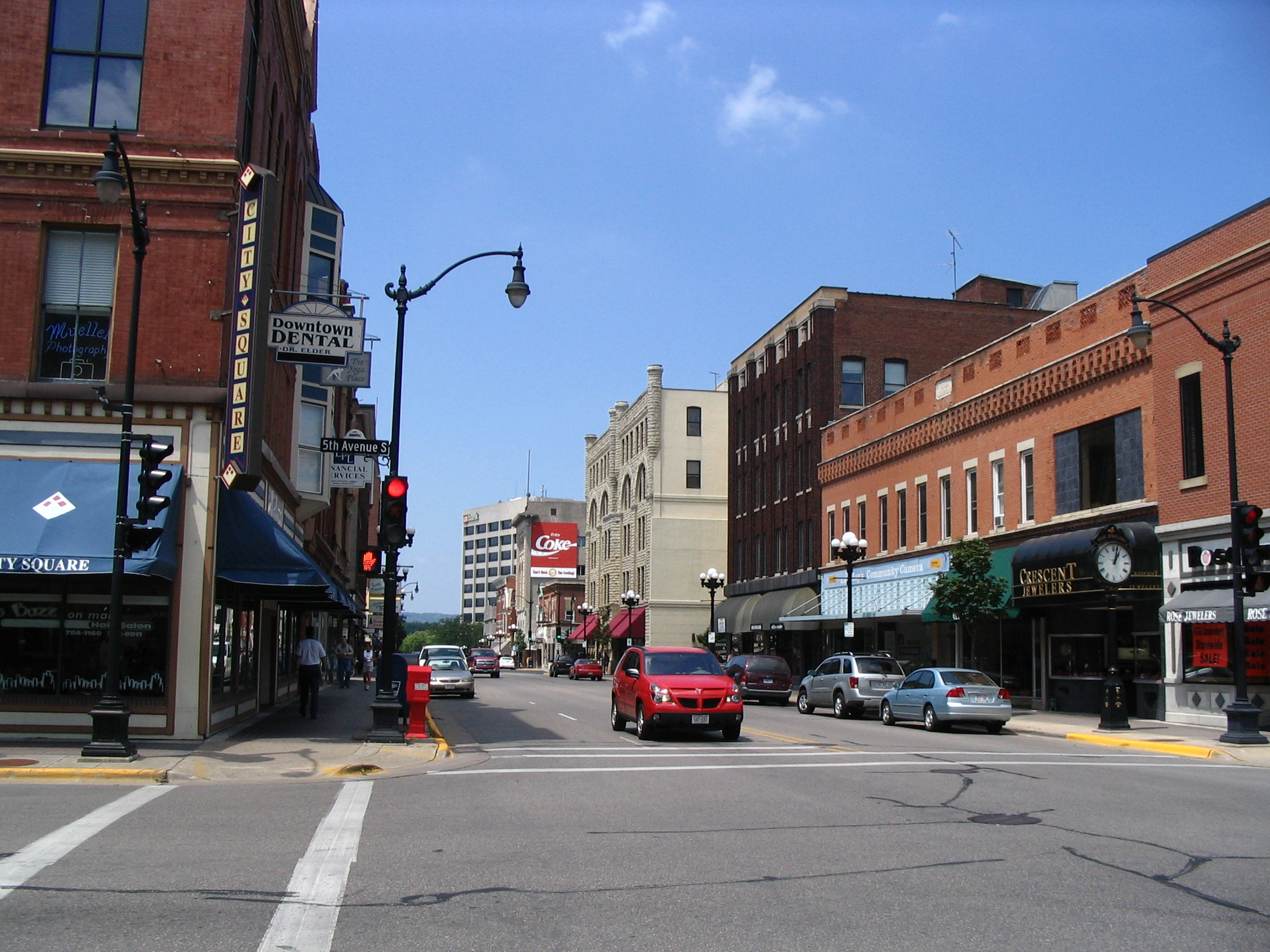
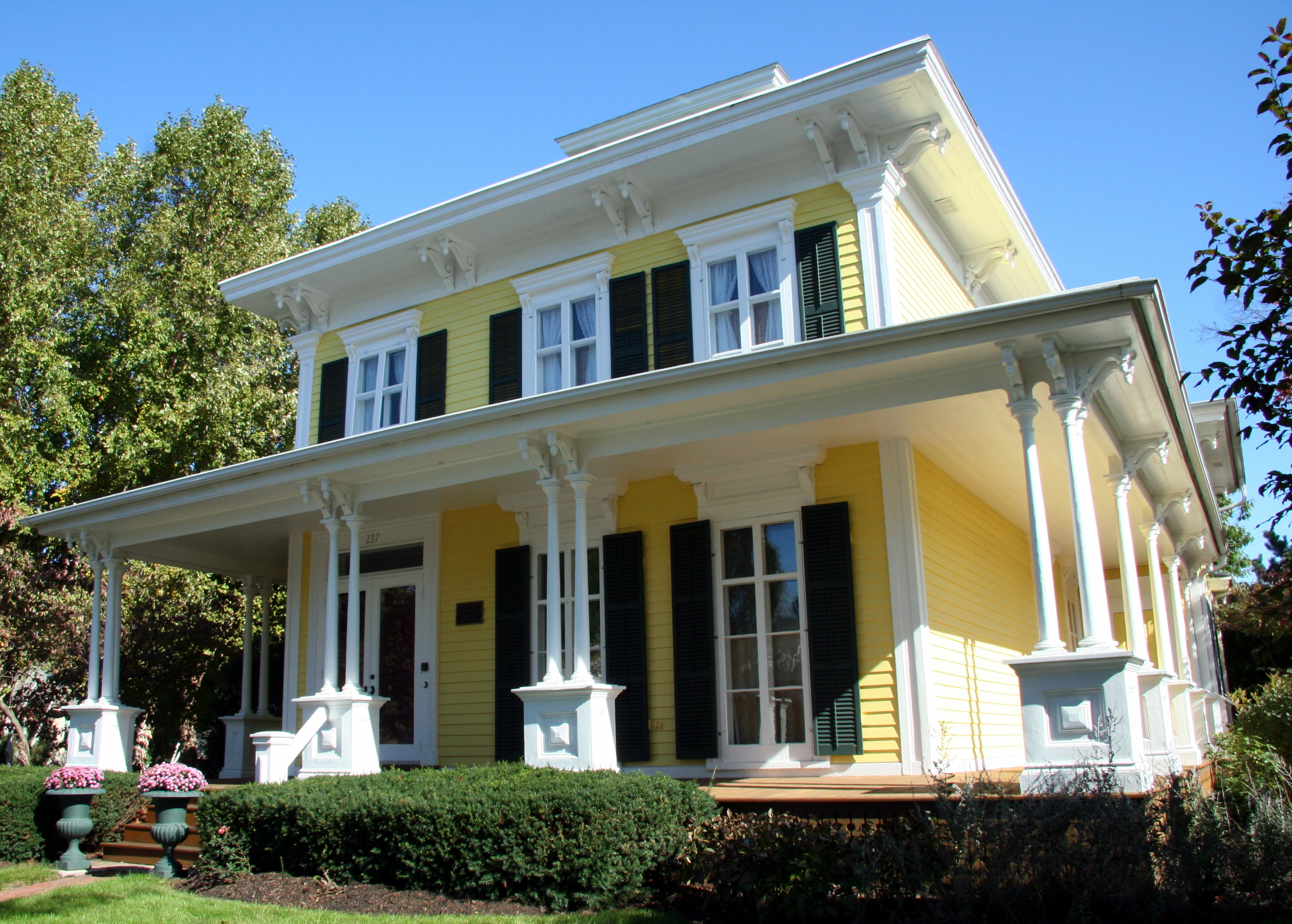
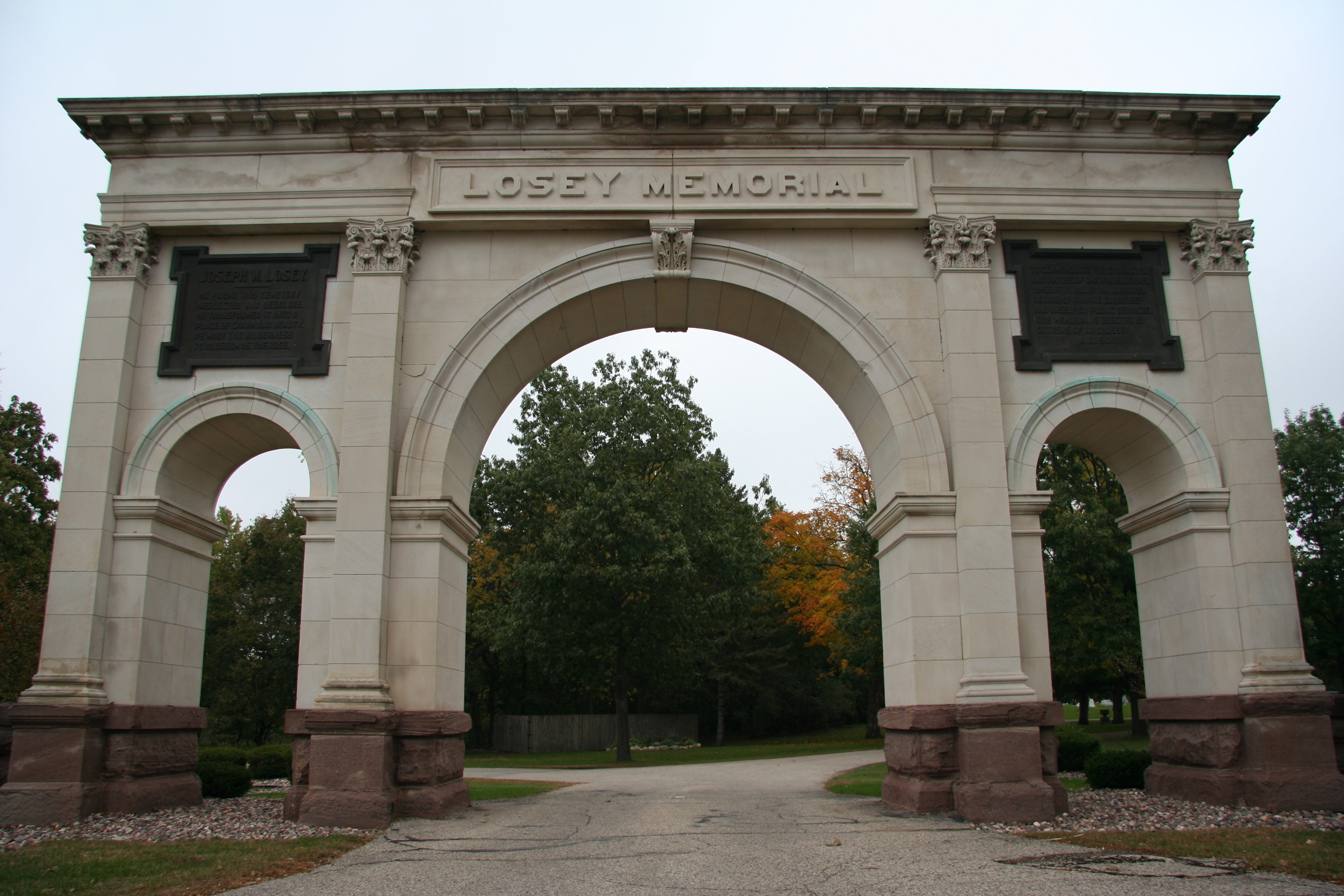
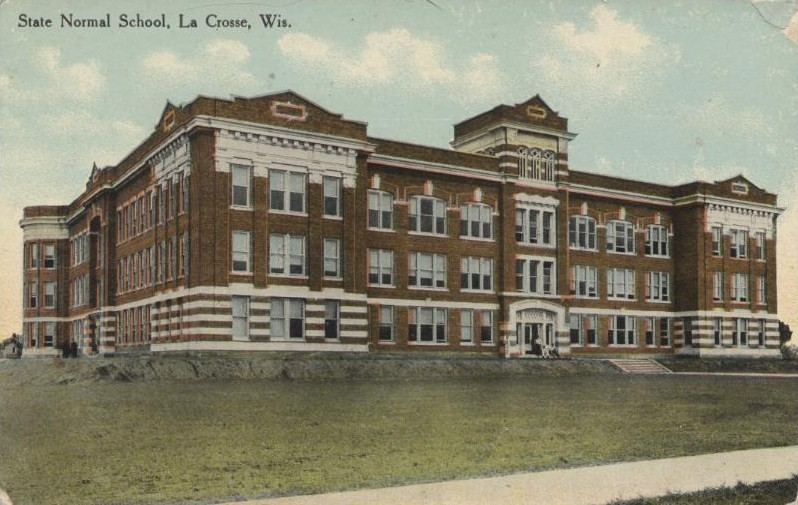
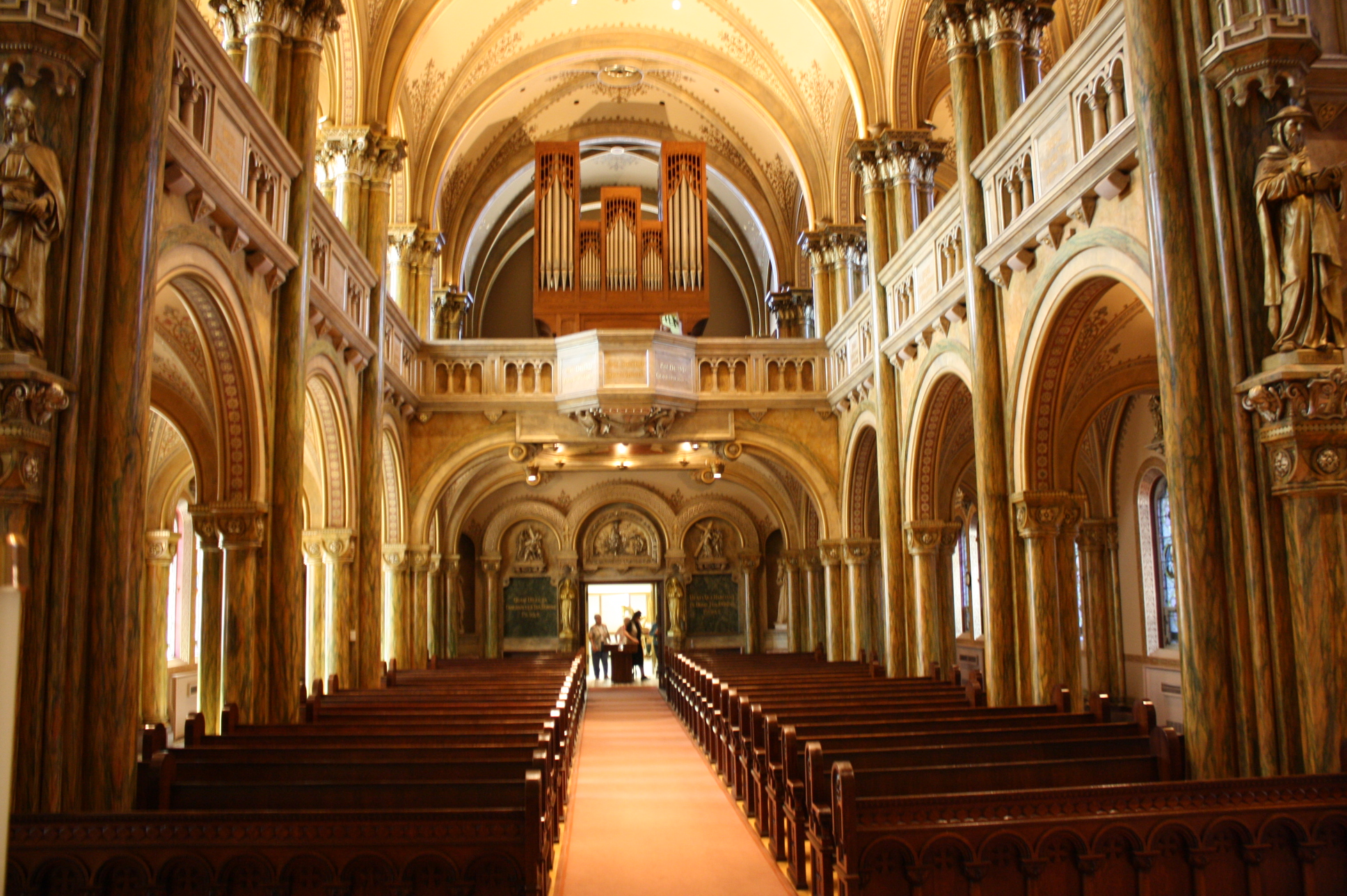
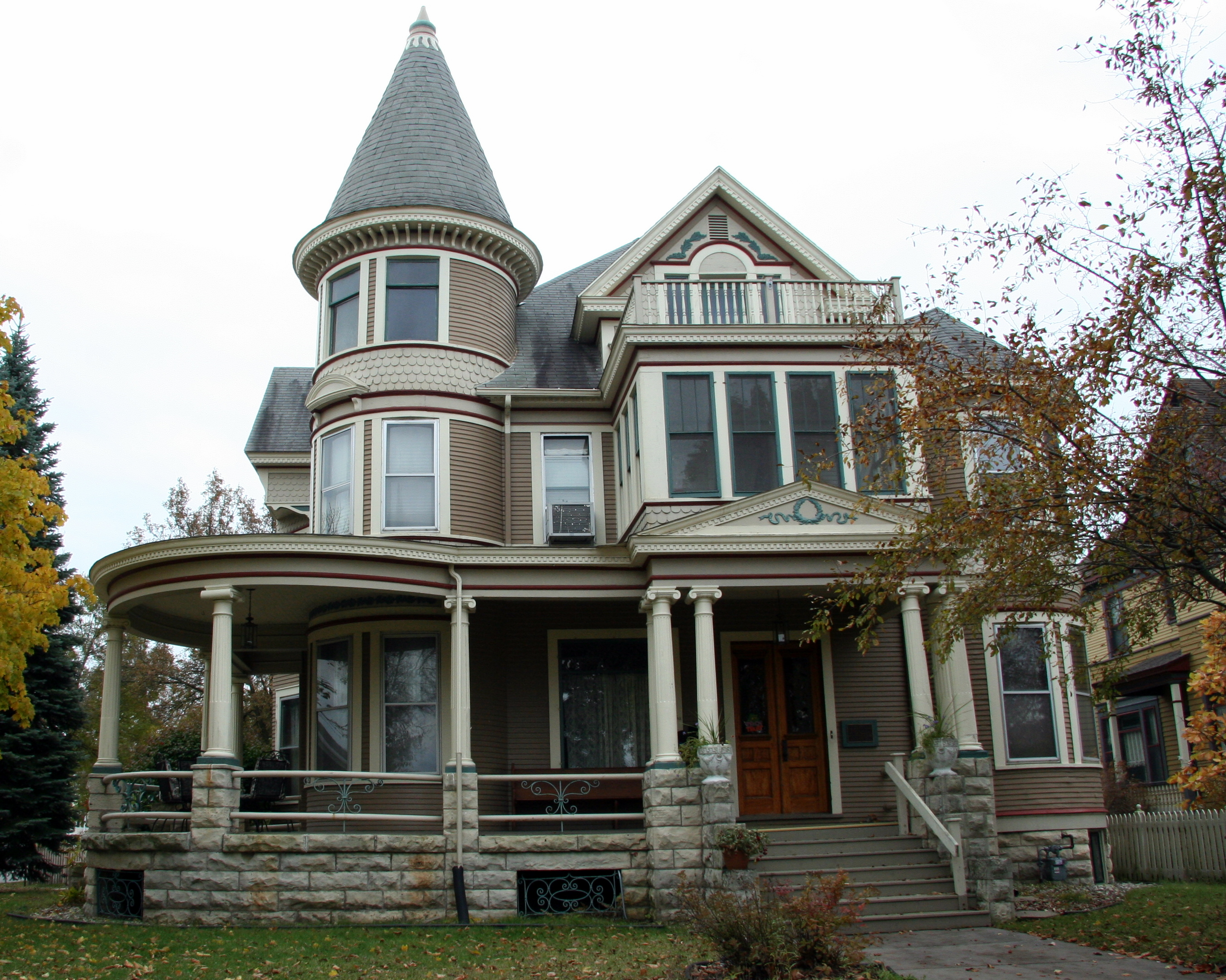
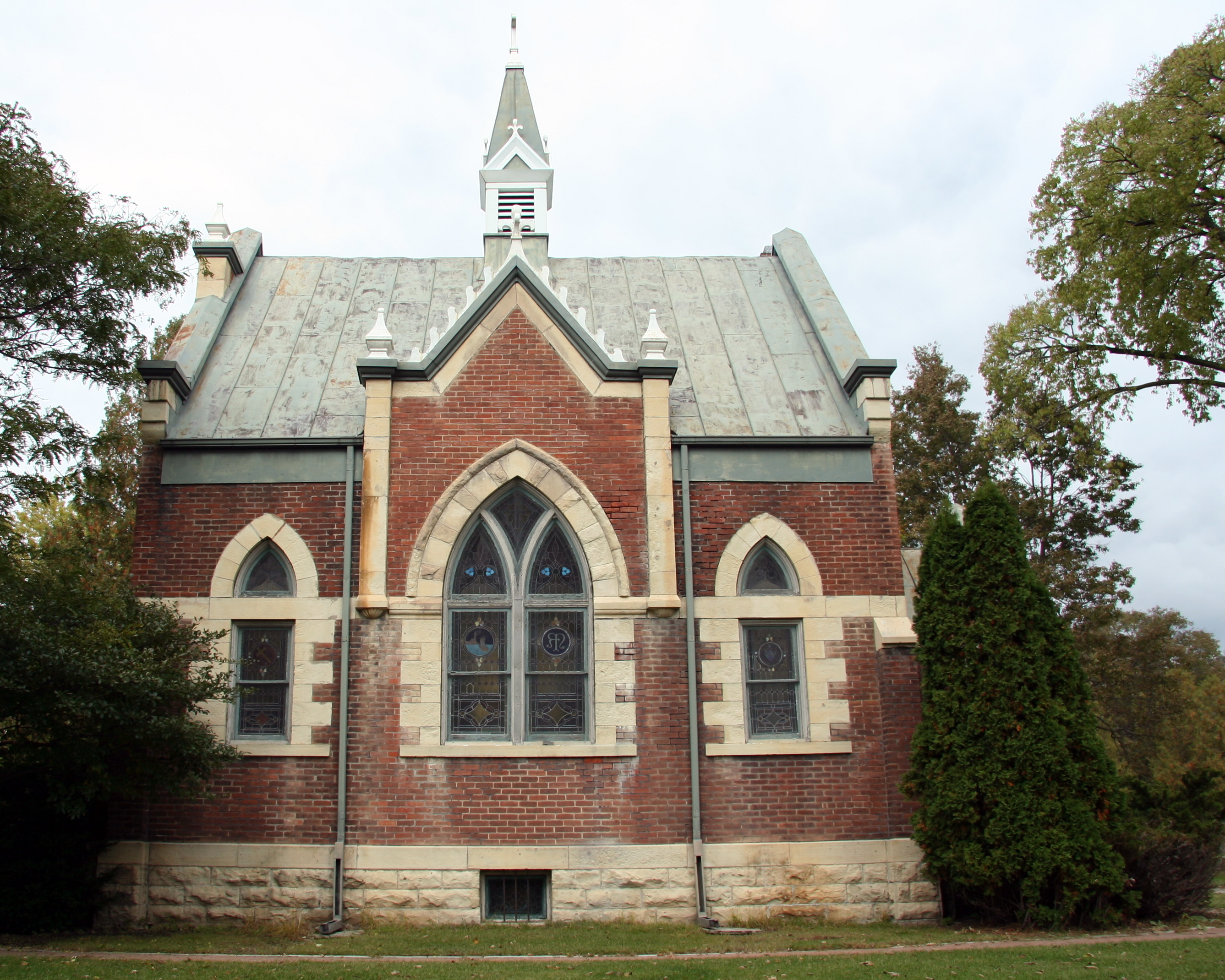
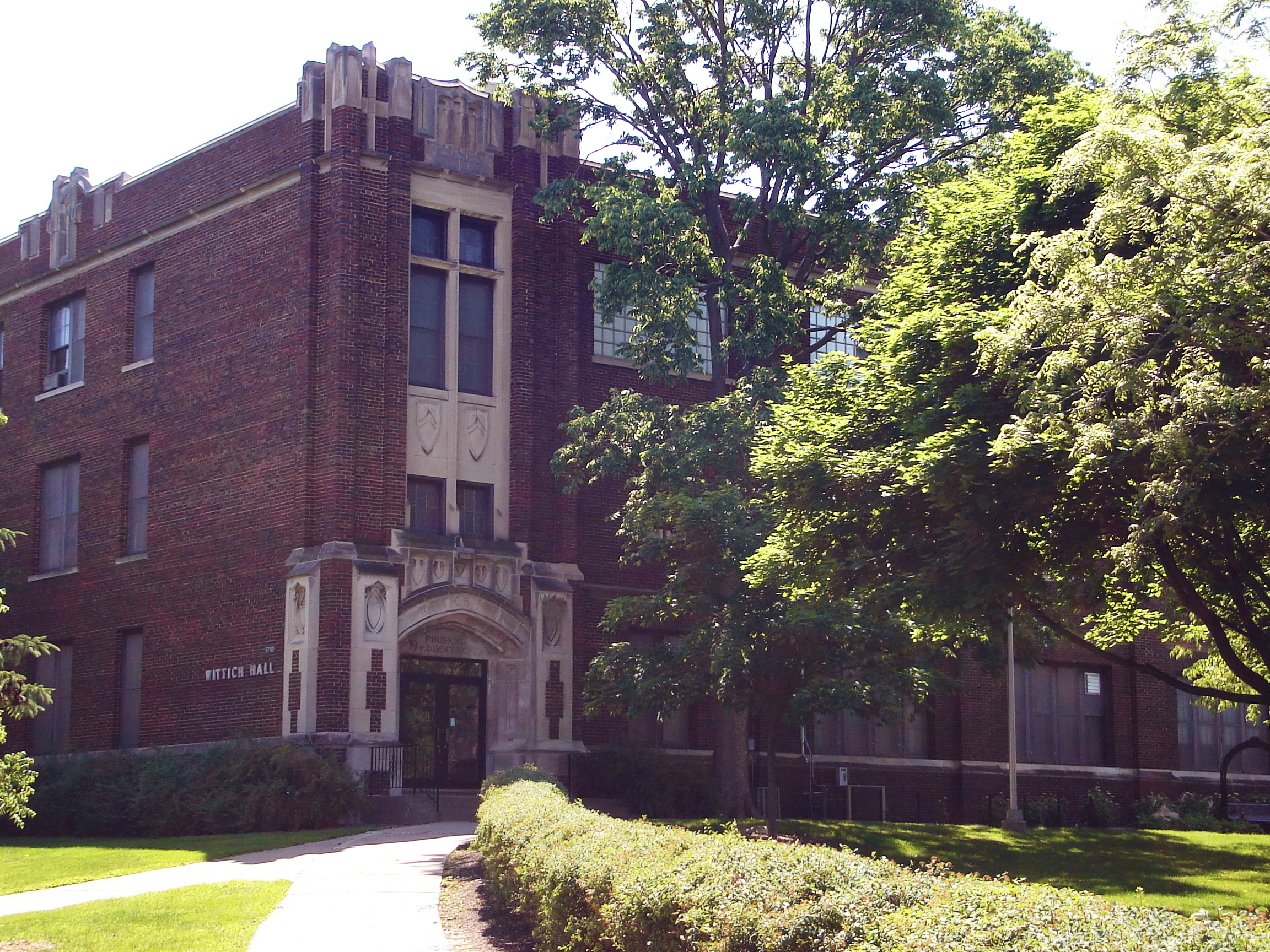
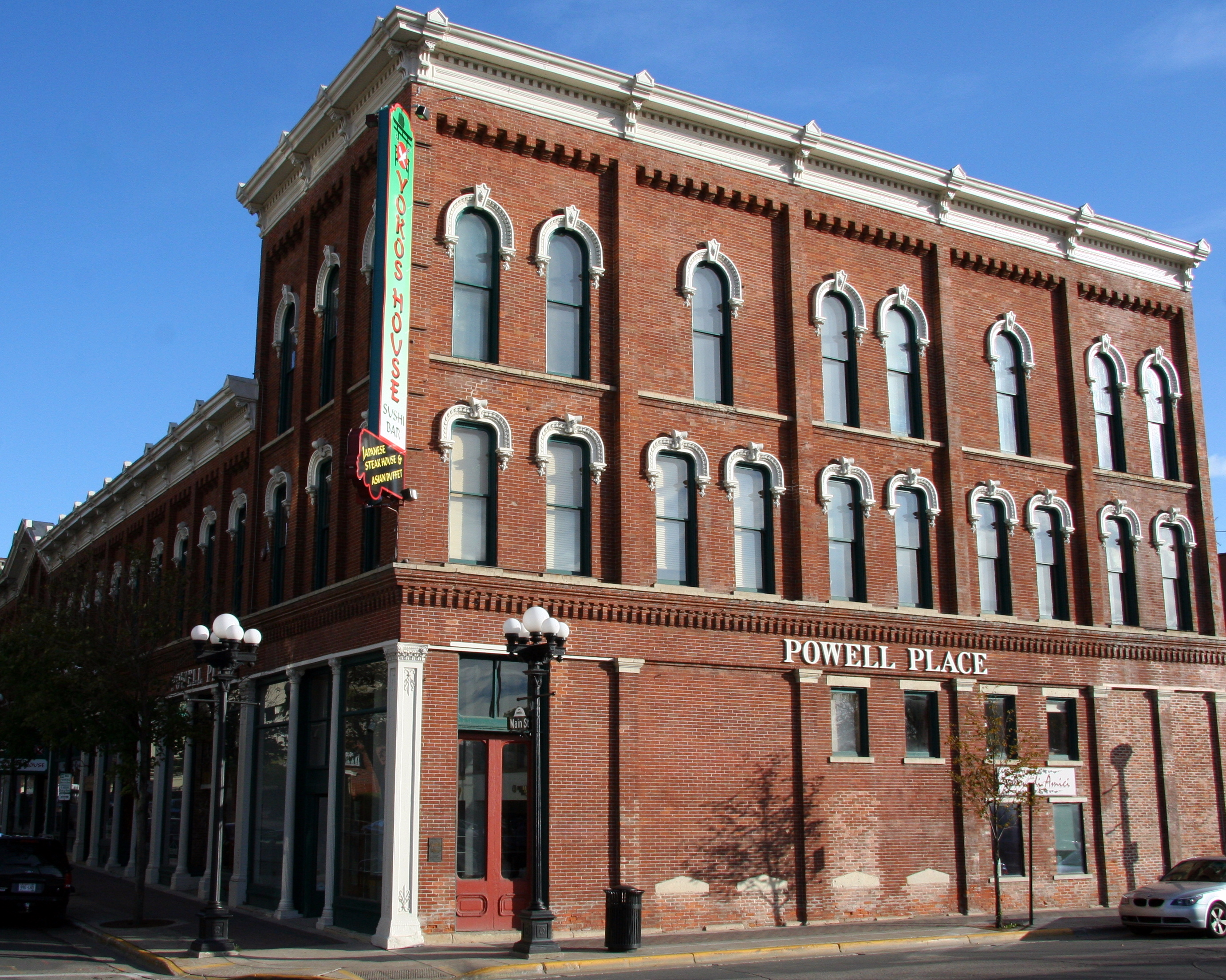
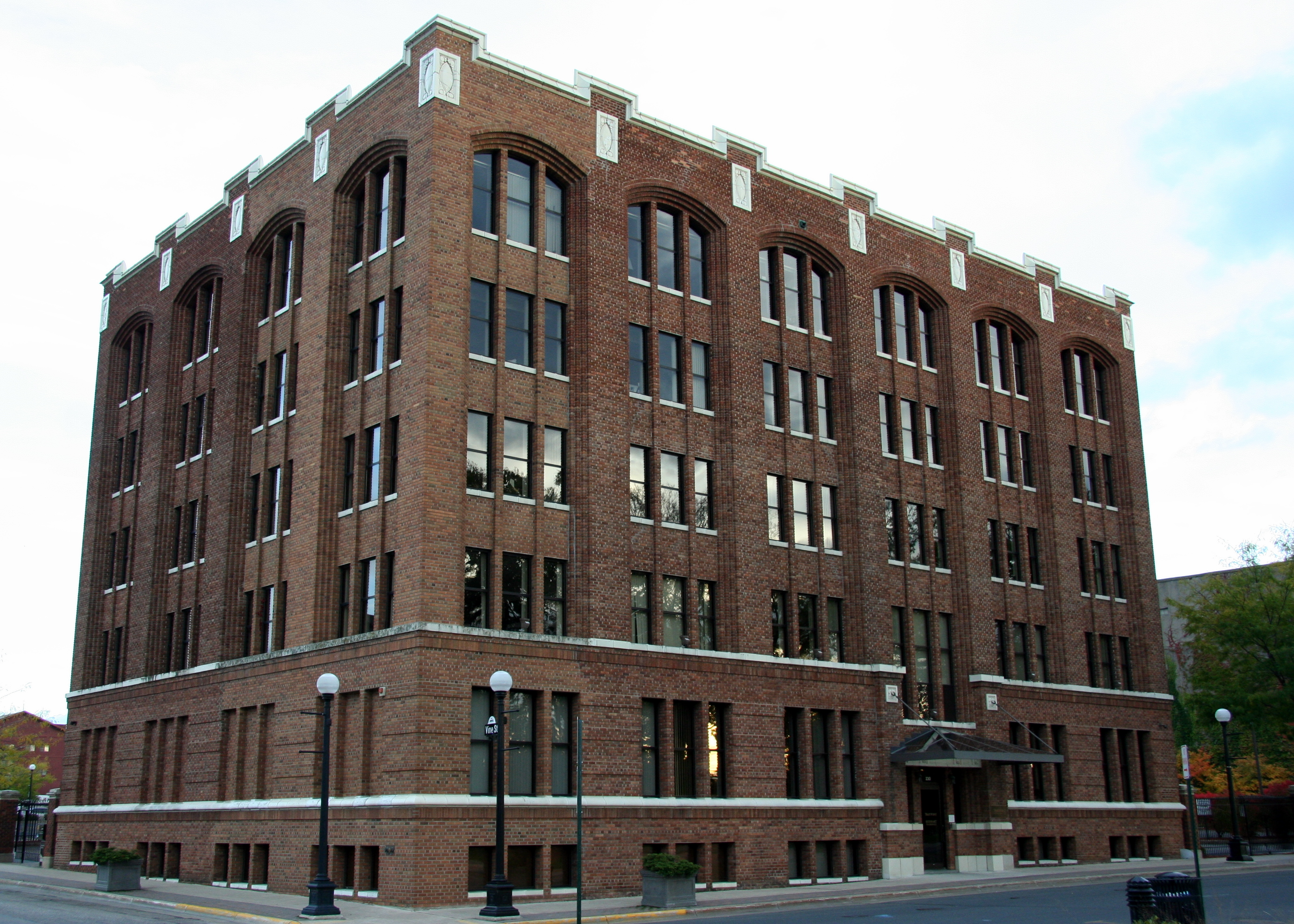
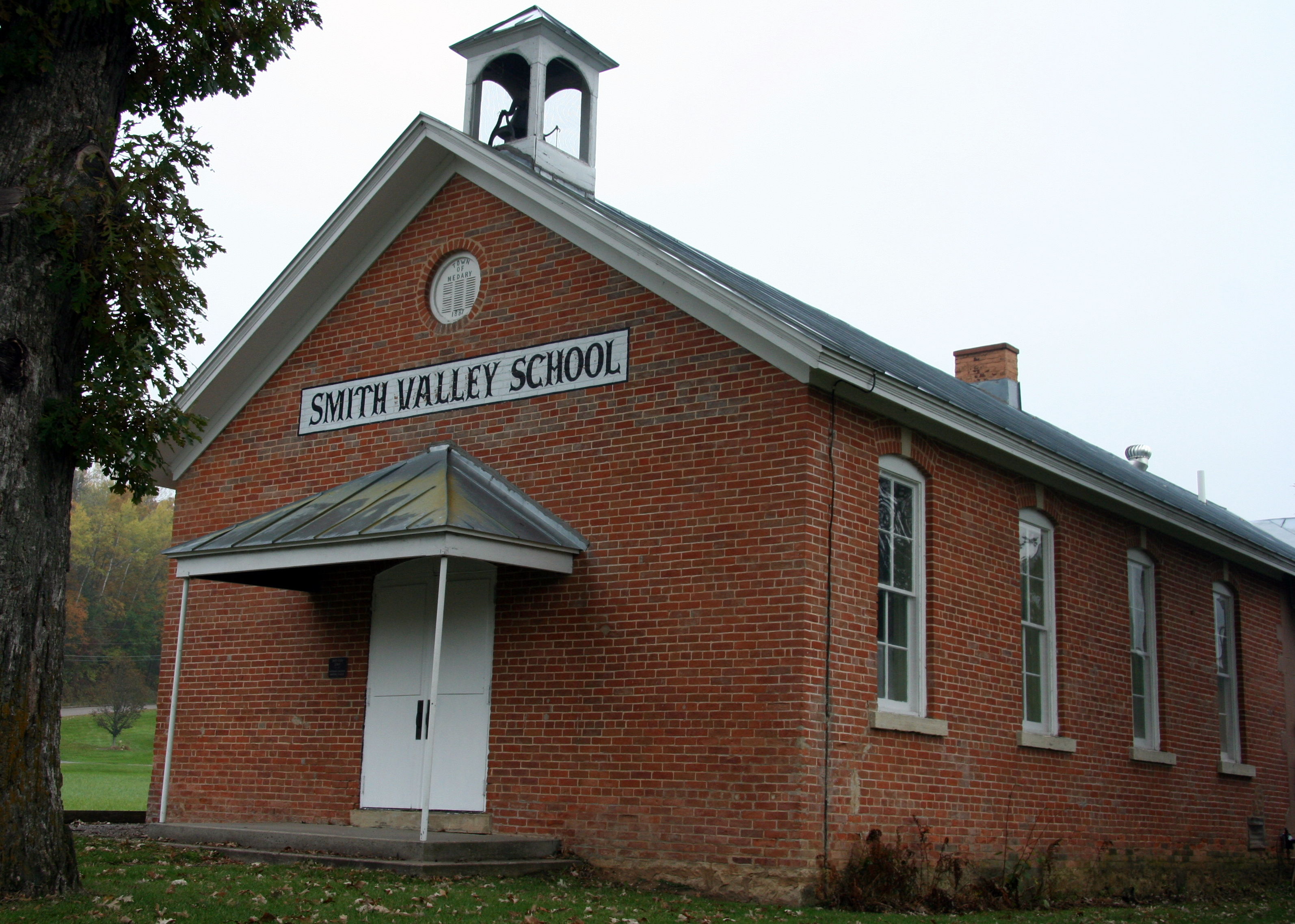
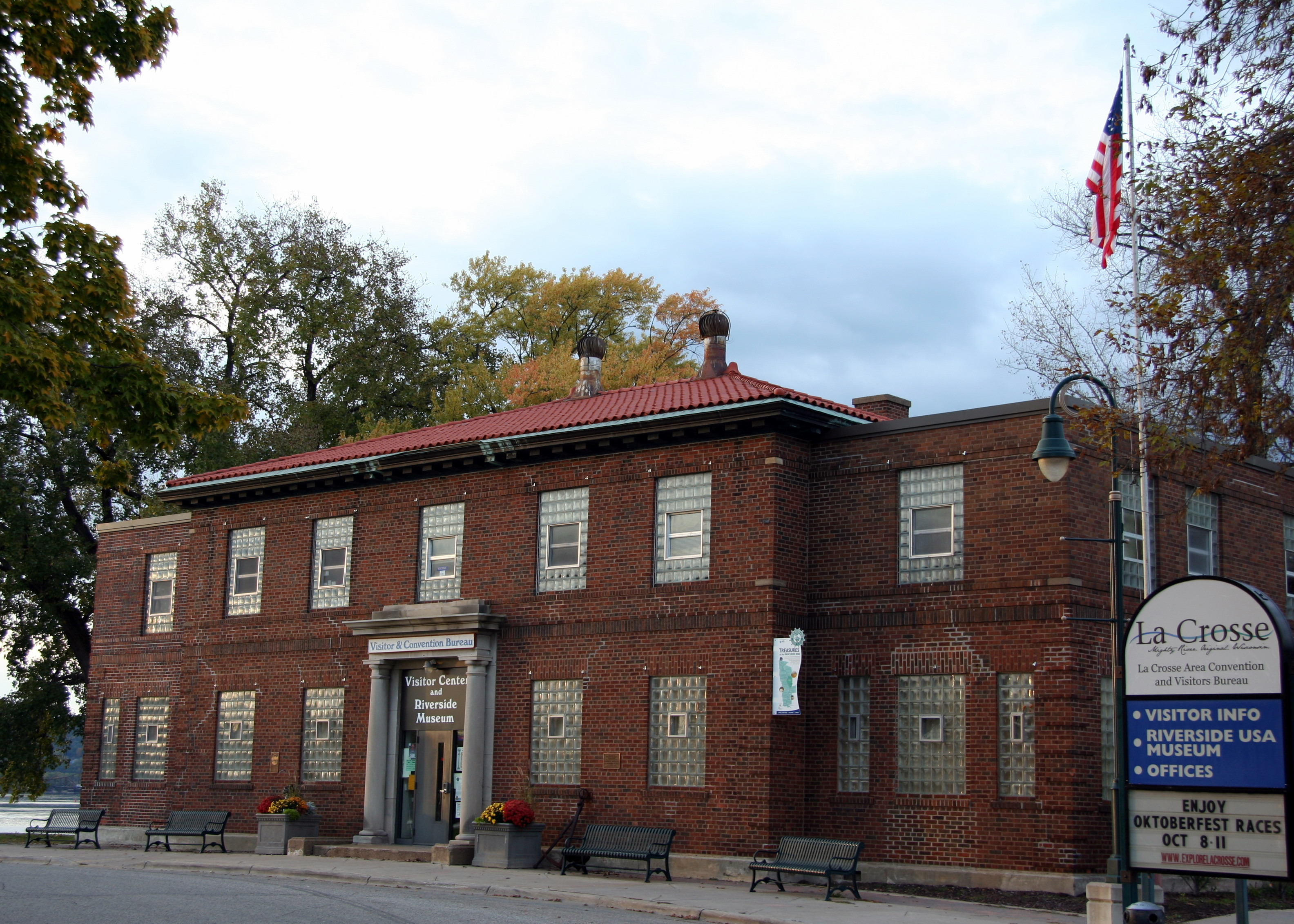
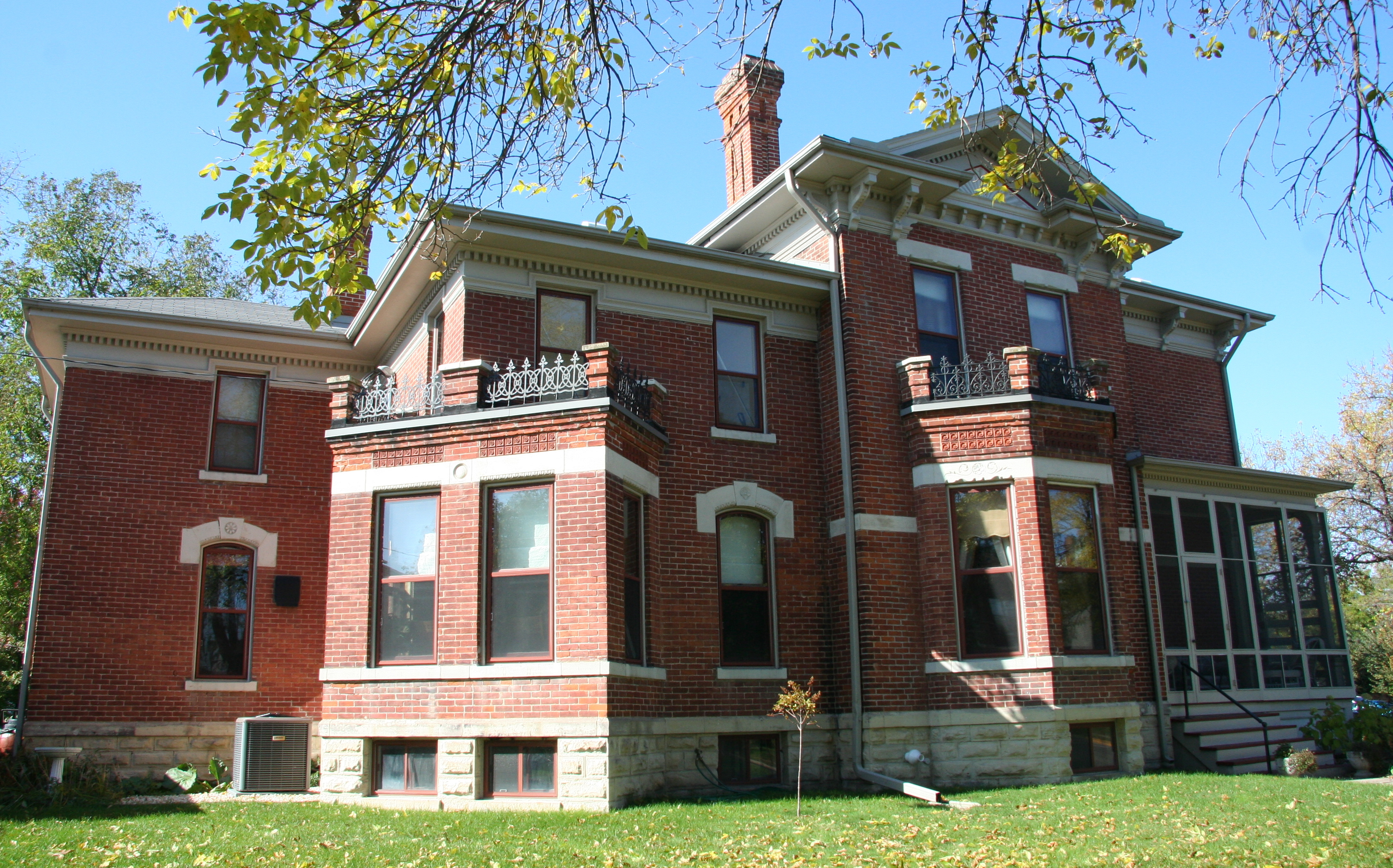
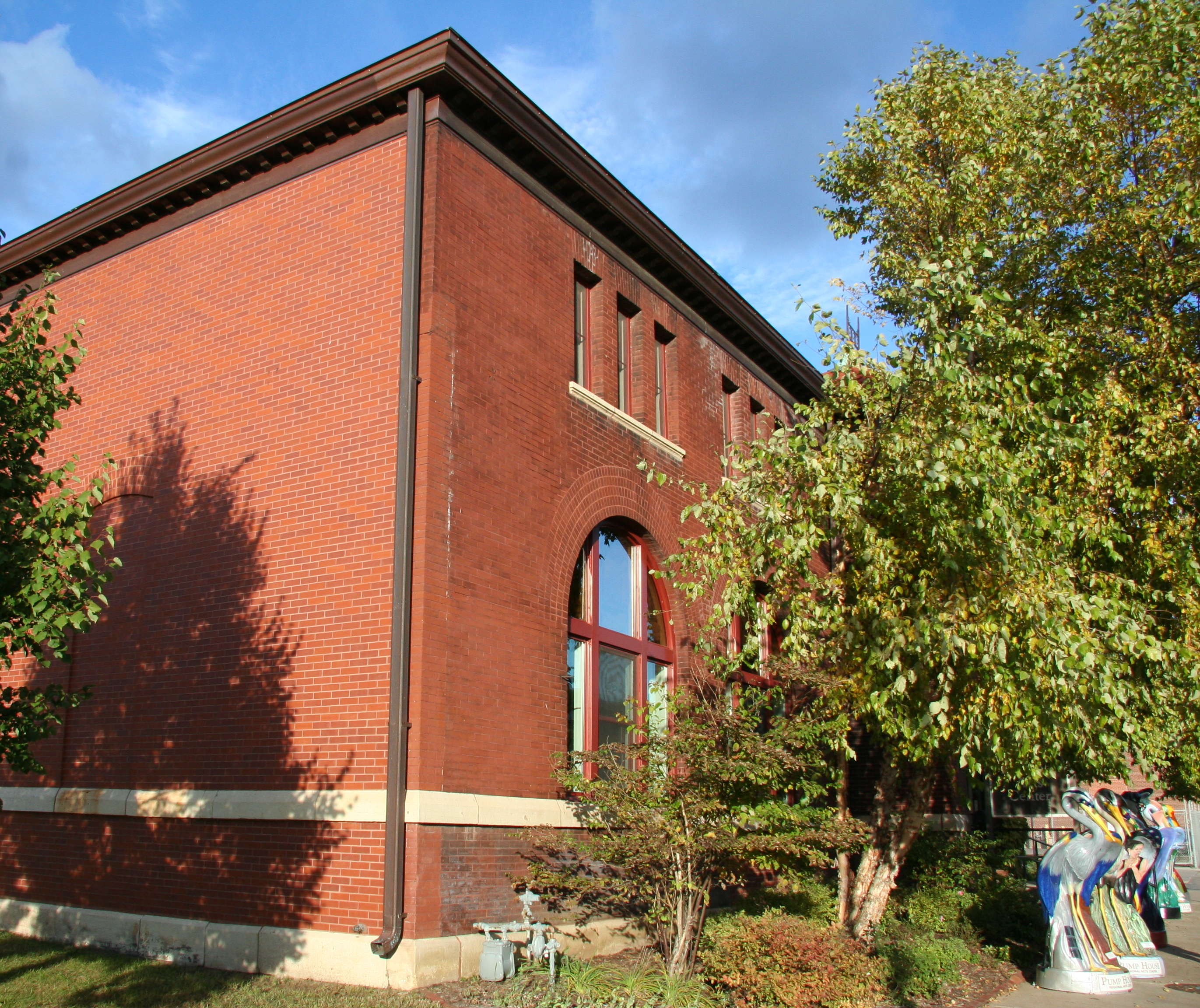
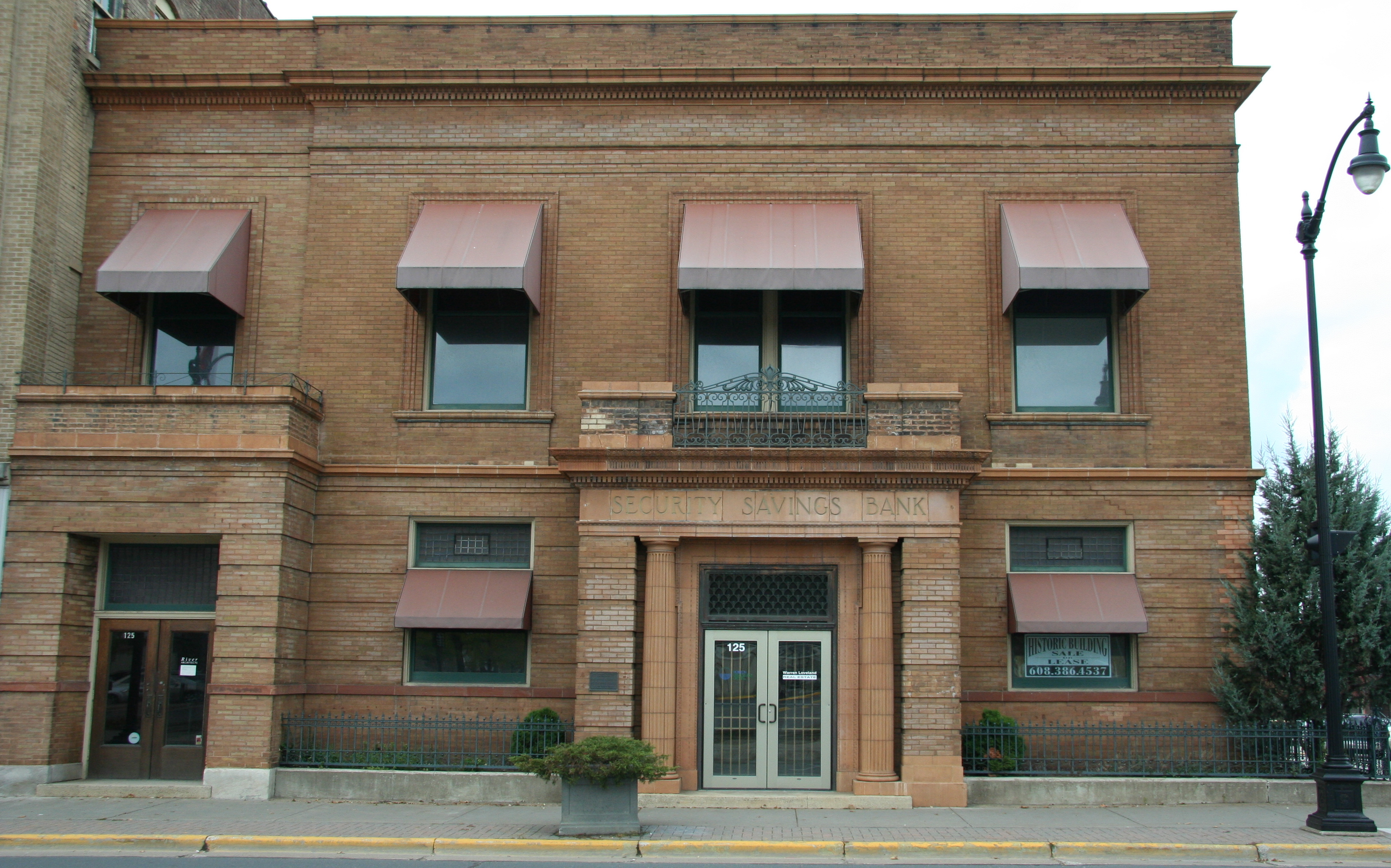
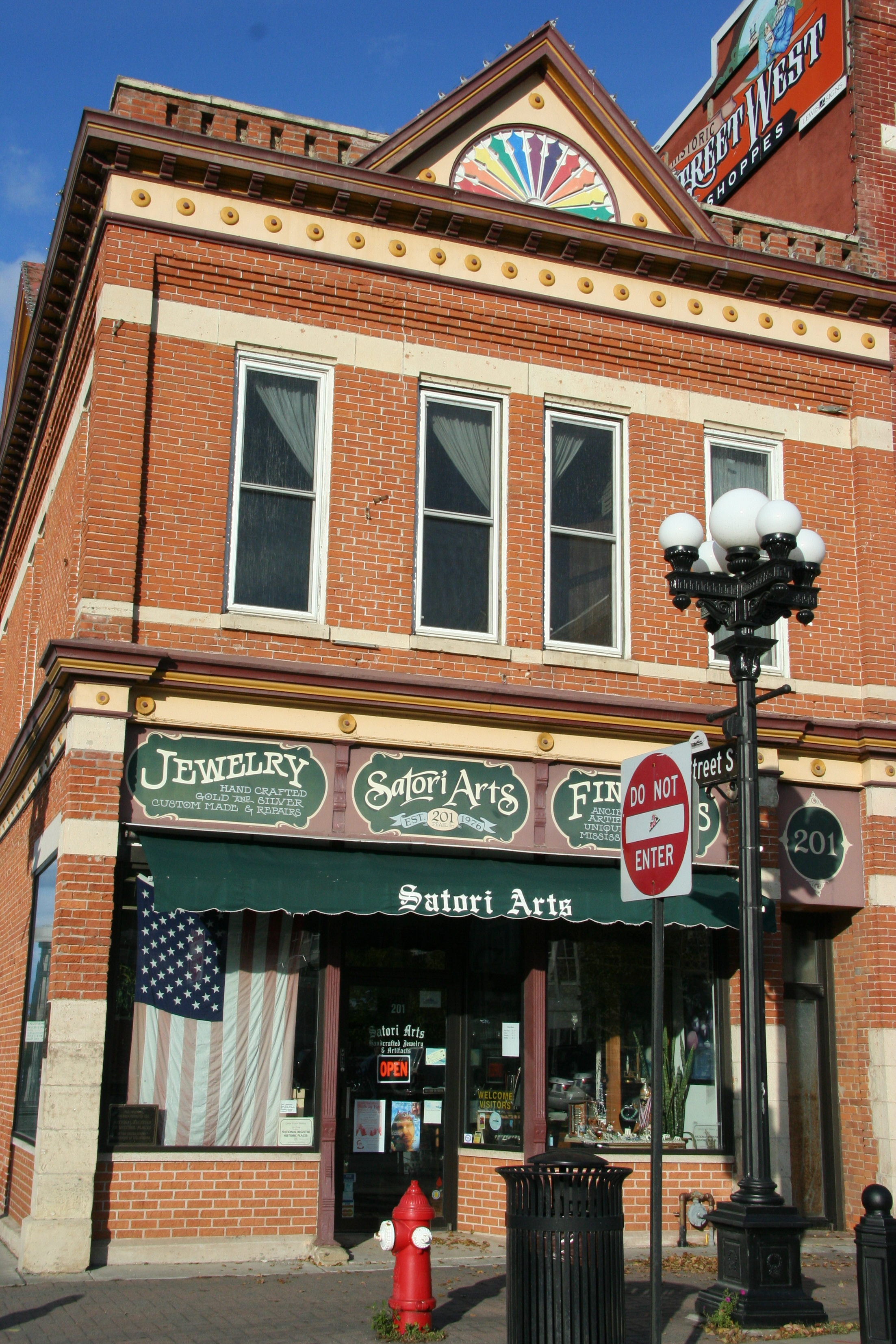